# Eduardo Bauermann
Eduardo Gabriel dos Santos Bauermann (ur. 13 lutego 1996 w Estância Velha) – brazylijski piłkarz występujący na pozycji środkowego obrońcy, od 2025 roku zawodnik meksykańskiej Pachuki.